# Oceanapia amboinensis
Oceanapia amboinensis är en svampdjursart som beskrevs av Topsent 1897. Oceanapia amboinensis ingår i släktet Oceanapia och familjen Phloeodictyidae. Inga underarter finns listade i Catalogue of Life.